# Metropolitano de Isfahan
O metrô de Isfahan ou de Ispaã (português brasileiro) ou metro de Ispaão (português europeu) é um sistema de metropolitano que serve a cidade iraniana de Isfahan.